# Fundamenta Mathematicae
De Fundamenta Mathematicae is een  internationaal, aan collegiale toetsing onderworpen wiskundig onderzoekstijdschrift met speciale aandacht voor de grondslagen van de wiskunde. 
Het tijdschrift ontsproot uit het brein van Zygmunt Janiszewski en werd in 1920 in  Warschau opgericht door de Poolse wiskundigen Sierpinski, Mazurkiewicz en Janiszewski. Zij werden al snel gesteund door Kazimierz Kuratowski, en later door Karol Borsuk. 
Vanaf het begin was het de bedoeling dat het tijdschrift internationaal zou zijn, maar het eerste deel werd exclusief gevuld door bijdragen van Poolse wiskundigen, dit om aan de wereld de nieuwe Poolse Wiskundige School te presenteren. 
Het tijdschrift was alleen gewijd aan de topologie, de verzamelingenleer en de grondslagen van de wiskunde. Daarnaast was het het eerste gespecialiseerde tijdschrift in de geschiedenis van de wiskunde. Gespecialiseerde tijdschriften zijn vandaag de dag normaal, maar een kleine eeuw geleden was specialisatie nog een revolutionair idee. 
Op dit moment wordt het tijdschrift uitgegeven door het Instituut voor de wiskunde van de Poolse Academie van Wetenschappen.